# Jerry Miller
Jerry Miller es un científico estadounidense, destacado genetista y mejorador de girasol. Miller, quien creció en una granja de trigo cerca de Sidney, Nebraska, recibió su licenciatura y su maestría de la Universidad de Nebraska y su doctorado de la Universidad Estatal de Dakota del Norte. Tras dos años de trabajo en la actividad privada, regresó a la Universidad Estatal de Dakota del Norte para trabajar en el mejoramiento y la producción de semillas híbridas de trigo.
En 1976, Miller se unió a la Unidad de Investigación de Semillas Oleaginosas en Fargo, dependiente del Departamento de Agricultura de los Estados Unidos, como genetista de lino y girasol. Durante su carrera, creó 225 líneas endocriadas como fuente de germoplasma y fue autor de 216 publicaciones científicas. Entre los muchos logros de Miller fue su papel de liderazgo en el desarrollo del girasol de contenido medio de ácido oleico y en la introducción de los primeros girasoles resistentes a herbicidas.
Fue presidente de la Asociación Internacional de Girasol y uno de los principales organizadores de la Conferencia Internacional del Girasol de 2004, celebrado en Fargo. En 2007 Miller recibió el Premio Nacional de Oro la Asociación Americana de Girasol, el máximo reconocimiento dentro de la industria de girasol de los Estados Unidos, por sus numerosas contribuciones a la mejora de girasol durante sus 31 años de carrera. Por idénticas razones recibió el Premio Pustovoit en 2008.